# كيفن عيسي لونا
كيفن عيسي لونا (بالإسبانية: Kevin Isa Luna) هو لاعب كرة قدم أرجنتيني في مركز الهجوم، ولد في 18 أبريل 2001 في الأرجنتين. لعب مع أتليتيكو توكومان.

## وصلات خارجية
- كيفن عيسي لونا على موقع قاعدة بيانات كرة القدم.إي يو (الإنجليزية)
- كيفن عيسي لونا على موقع Soccerway.com (الإنجليزية)